# Gaffeltoppsegel

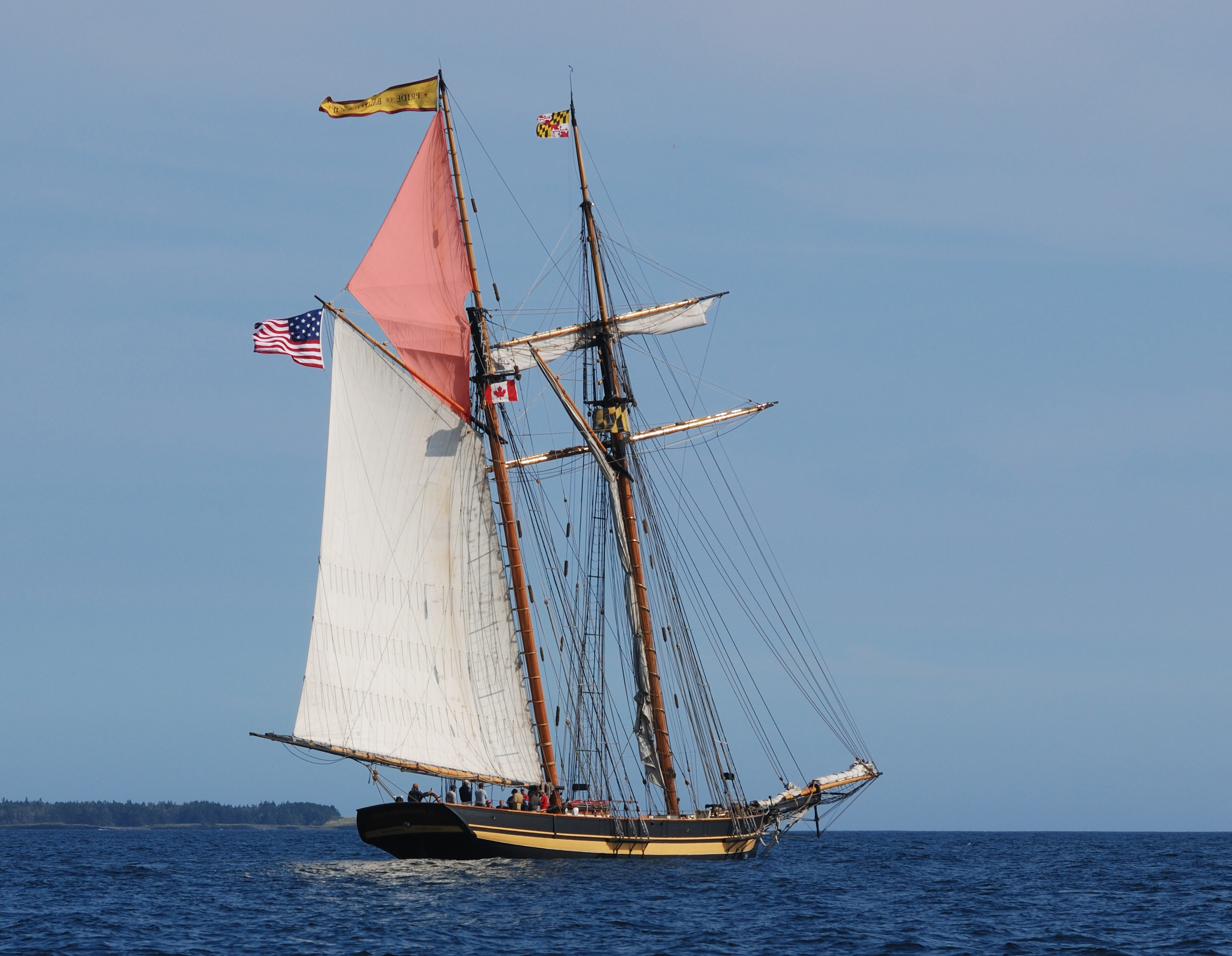
Gaffeltoppsegel (rot) bei der Pride of Baltimore

Das Gaffeltoppsegel ist ein Segel, das bei Segelschiffen mit Gaffeltakelung über dem Gaffelsegel angeschlagen wird. Es hat eine dreieckige oder trapezförmige Form. Auf größeren Schiffen ist das Segel an einer Stenge in Verlängerung des Mastes angeschlagen und wird mit der Schot zur Gaffelnock hin gesetzt. Auf kleineren Schiffen wird das Segel für diesen Zweck an einer Spiere angeschlagen und über ein Fall gehisst und ähnelt optisch einer Steilgaffel. 